# 애스턴 마틴 DBR1
애스턴 마틴 DBR1(영어: Aston Martin DBR1)은 1956년부터 애스턴 마틴에서 생산했던 스포츠 레이싱카로, 당시 월드 스포츠카 챔피언십과 비챔피언십 스포츠카 레이스를 위해 제작되었다. 1959년 르망 24시 레이스의 우승자로 가장 유명하며, 애스턴 마틴이 엔듀런스 클래식에서 유일하게 완전한 승리를 거뒀다. 1950년대에 월드 스포츠카 챔피언십과 르망 24시간 레이스에서 모두 우승한 단 3대의 자동차 중 하나이다(다른 하나는 1954년 페라리 375 플러스, 1958년 페라리 250TR). 또한 6번의 세계 스포츠카 챔피언십 우승은 1950년대 모든 자동차의 기록이었고 페라리 250TR이 이를 능가할 때까지 챔피언십 기록으로 남아 있었다. 1959년 뉘르부르크링, 르망, 투어리스트 트로피에서 세 번 연속 우승한 기록은 1958년 시즌 초반에 세 번 연속 우승한 페라리 250TR의 기록과 같다.
2017년 8월, DBR1/1 자동차는 영국산 자동차의 세계 기록 가격인 22,555,000달러에 판매되었다.